# Озімек
Озімек (пол. Ozimek, нім. Malapane) — місто в південно-західній частині Польщі, на річці Мала Панев.
Належить до Опольського повіту Опольського воєводства.

## Демографія
Демографічна структура станом на 31 березня 2011 року:
|          | Загалом | Допрацездатний вік | Працездатний вік | Постпрацездатний вік |
| -------- | ------- | ------------------ | ---------------- | -------------------- |
| Чоловіки | 4560    | 771                | 3387             | 402                  |
| Жінки    | 4860    | 730                | 3177             | 953                  |
| Разом    | 9420    | 1501               | 6564             | 1355                 |